# Llista de cràters de Titània
En aquest article només es mostra els noms oficials aprovats per la Unió Astronòmica Internacional (UAI).
Aquesta és una llista de cràters amb nom de Titània, una de les moltes llunes d'Urà, descoberta el 1787 per l'astrònom William Herschel (1738-1822). Tots els cràters amb nom estan ubicats a l'hemisferi sud, ja que aquest va ser l'únic visible durant el sobrevol de la sonda espacial Voyager 2, la única que ha arribat fins ara a Titània.
El 2019, els 15 cràters amb nom de Titània representaven el 0,27% dels 5475 cràters amb nom del Sistema Solar. Altres cossos amb cràters amb nom són Amaltea (2), Ariel (17), Cal·listo (142), Caront (6), Ceres (115), Dàctil (2), Deimos (2), Dione (73), Encèlad (53), Epimeteu (2), Eros (37), Europa (41), Febe (24), Fobos (17), Ganímedes (132), Gaspra (31), Hiperió (4), Ida (21), Itokawa (10), Janus (4), Japet (58), Lluna (1624), Lutècia (19), Mart (1124), Mathilde (23), Mercuri (402), Mimas (35), Miranda (7), Oberó (9), Plutó (5), Proteu (1), Puck (3), Rea (128), Šteins (23), Tebe (1), Terra (190), Tetis (50), Tità (11), Tritó (9), Umbriel (13), Venus (900), i Vesta (90).

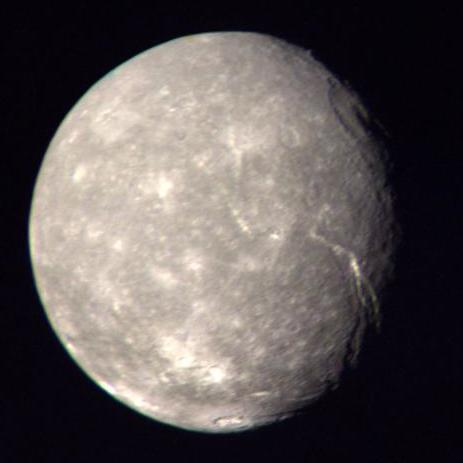
Fotografia de Titània (Urà iii) realitzada per la sonda espacial Voyager 2 a 500.000 km de distància, 1986. Es pot observar que la seva superfície té moltes cicatrius per impactes. Titània mostra proves d'alguna activitat geològica en algun moment de la seva història.

La superfície de Titània té menys cràters que les d'Oberó o Umbriel, cosa que significa que la superfície és molt més jove. El diàmetre del cràter més gran (el cràter Gertrude) arriba als 326 km. Alguns cràters (per exemple, Ursula i Jessica) estan envoltats d'ejeccions per impacte brillants(sistema de marques radials), formats per gel relativament fresc. Tots els grans cràters de Titània tenen pisos plans i pics centrals. La única excepció és Ursula, que té una fossa al centre. A l'oest de Gertrude hi ha una zona amb topografia irregular, l'anomenada «conca sense nom», que pot ser una altra conca d'impacte molt degradada amb un diàmetre d'uns 330 km.

## Llista
Els cràters de Titània porten els noms de personatges femenins de les obres del dramaturg, poeta i actor anglès William Shakespeare (1564-1616)
Totes les coordenades són planetocèntriques (+ Est; 0-360).
| Cràter     | Coordenades                            | Diàmetre (km) | Epònim                                                           | Ref.  |
| ---------- | -------------------------------------- | ------------- | ---------------------------------------------------------------- | ----- |
| Adriana    | 20° 06′ S, 3° 54′ E / 20.1°S,3.9°E     | 50,0          | Adriana - Esposa d'Antífol d'Efes a La comèdia dels errors.      | WGPSN |
| Bona       | 55° 48′ S, 351° 12′ E / 55.8°S,351.2°E | 51,0          | Bona - Germana de la reina de França a Enric VI, part III.       | WGPSN |
| Calphurnia | 42° 24′ S, 291° 24′ E / 42.4°S,291.4°E | 100,0         | Calpúrnia - Esposa de Juli Cèsar a Juli Cèsar.                   | WGPSN |
| Elinor     | 44° 48′ S, 333° 36′ E / 44.8°S,333.6°E | 74,0          | Elinor - Mare del rei Joan a Rei Joan                            | WGPSN |
| Gertrude   | 15° 48′ S, 287° 06′ E / 15.8°S,287.1°E | 326,0         | Gertrude - Reina de Dinamarca i mare de Hamlet a Hamlet.         | WGPSN |
| Imogen     | 23° 48′ S, 321° 12′ E / 23.8°S,321.2°E | 28,0          | Imogen - Filla de Cimbelí a Cimbelí.                             | WGPSN |
| Iras       | 19° 12′ S, 338° 48′ E / 19.2°S,338.8°E | 33,0          | Iras - Serventa de Cleòpatra a Antoni i Cleòpatra.               | WGPSN |
| Jessica    | 55° 18′ S, 285° 54′ E / 55.3°S,285.9°E | 64,0          | Jessica - Filla de Shylock a El mercader de Venècia.             | WGPSN |
| Katherine  | 51° 12′ S, 331° 54′ E / 51.2°S,331.9°E | 75,0          | Caterina - Esposa del rei i després divorciada a Enric VIII.     | WGPSN |
| Lucetta    | 14° 42′ S, 277° 06′ E / 14.7°S,277.1°E | 58,0          | Lucetta - Serventa de Júlia a Els dos gentilhomes de Verona.     | WGPSN |
| Marina     | 15° 30′ S, 316° 48′ E / 15.5°S,316.8°E | 40,0          | Marina - Fila de Pericles i de Taisa a Pericles, príncep de Tir. | WGPSN |
| Mopsa      | 11° 54′ S, 302° 12′ E / 11.9°S,302.2°E | 101,0         | Mopsa - Pastora a Conte d'hivern.                                | WGPSN |
| Phrynia    | 24° 18′ S, 309° 12′ E / 24.3°S,309.2°E | 35,0          | Frínia - Amant d'Alcibíades a Timó d'Atenes.                     | WGPSN |
| Ursula     | 12° 24′ S, 45° 12′ E / 12.4°S,45.2°E   | 135,0         | Úrsula - Dama de companyia d'Eros a Molt soroll per no res.      | WGPSN |
| Valeria    | 34° 30′ S, 4° 12′ E / 34.5°S,4.2°E     | 59,0          | Valèria - Amiga de l'esposa de Colorià a Corolià.                | WGPSN |